# Kompatibilitätsanalyse
Kompatibilitätsanalysen werden bei der Rekonstruktion von Unfällen durchgeführt.
Versicherungsbetrug mit Beteiligung von Kraftfahrzeugen ist in vielen Ländern, insbesondere im deutschsprachigen Raum weit verbreitet. Oft bestreiten die Versicherungen, dass die Schäden an zwei Fahrzeugen zueinander passen und mit dem vorgetragenen Unfallablauf in Einklang zu bringen sind. Es wird dann ein technischer Sachverständiger für Unfallanalysen eingeschaltet.
Im Allgemeinen soll die Untersuchung durch den technischen Sachverständigen in zwei Schritten durchgeführt werden. Im ersten Schritt wird die Kompatibilität untersucht. Nach einer vorgegebenen Systematik wird dabei analysiert, ob die Beschädigungsmuster der beteiligten Fahrzeuge zueinander passen.
Die allgemeine Vorgehensweise besteht aus vier aufeinanderfolgenden Arbeitsschritten:

## Morphologie
Es werden dreidimensionale Abbildungen der Größe und Ausbildung der Deformationen angefertigt, hierzu werden die Fotografien ausgewertet und auf maßstäbliche Zeichnungen übertragen. Oder es werden direkt Maße von einem Fahrzeug aus der gleichen Bauserie genommen und ausgewertet.

## Anstoßkonfiguration
Die Fotografien müssen nach eindeutigen Deformationsmustern abgesucht werden, um die Anstoßkonfiguration festzulegen. Diese Anstoßkonfiguration  besteht aus Überdeckung, Anstoßwinkel und Höhenzuordnung.

## Detaillierte Schadenanalyse
Basierend auf der Anstoßkonfiguration, die im vorherigen Arbeitsschritt erarbeitet wurde, kann jedes Detail der Deformationsmuster genau untersucht werden. Für jeden Abdruck muss es ein Gegenstück in der gefundenen Anstoßposition geben. Die Deformationslinien der Kontaktzonen müssen übereinstimmen.

## Vergleich der Schadenintensitäten
Insbesondere dann, wenn ein Intensitätsvergleich nicht als letzter Schritt durchgeführt wird, kann es zu einer Fehlbeurteilung kommen. Da die Steifigkeitsverteilung an den Karosseriestrukturen oftmals stark unterschiedlich ausfallen, wird häufig ohne genau Analyse der Struktursteifigkeit der Kontaktzonen der Rückschluss gezogen, dass die Schäden nicht kompatibel seien.

## Ergebnis
Wenn die Schäden nicht passen, ist der Nachweis geführt, dass die Unfallschilderungen falsch sein müssen. Sind sie kompatibel, muss in einem weiteren Schritt geprüft werden, ob der geschilderte Unfallablauf plausibel ist. Oft werden Fahrzeuge absichtlich zusammengefahren, um mittels einer fiktiven Abrechnung bei der Versicherung einen Gewinn zu erzielen. Diese Fälle lassen sich häufig durch eine Plausibilitätsprüfung als vorsätzliche Handlungen enttarnen.